# Макумба
Макумба (португальское произношение: [maˈkũᵐbɐ]) — термин, который использовался для описания различных религий африканской диаспоры, проживающей в Бразилии (афробразильцы), Аргентине, Уругвае и Парагвае. Непрактикующие иногда считают это формой колдовства или чёрной магии.

## Этимология
Макумба (от кимбунду: ma’kôba) — ударный инструмент африканского происхождения, похожий на реку-реку.
Например, в контексте Восточной/Восточно-Центральной Африки Филпот (1936) представляет временную линию племенного руководства и преемственности, одновременно связывая это с религиозными верованиями и практиками, связанными с Макумбой. Более того, Спир (Spier, 2020:11-12) отмечает среди ауши, что «консультанты были непреклонны в своём отрицании его утверждений, поскольку они настаивали на том, что Макумба никогда не был божеством и, конечно, никогда не имел физического присутствия, как тот, о котором утверждал Филпот (1936). Вместо этого они утверждают, что Макумба — это дух, связанный с землетрясениями».

## Определения
Учёный Стивен Энглер отметил, что термин макумба «относится не к конкретной религии, а к ряду популярных афробразильских ритуалов (часто называемых „чёрной магией“), которые направлены на исцеление и мирские блага».
Антрополог Джим Вафер (Jim Wafer) отметил, что термин Макумба часто использовался для «тех бразильских религий, которые специализируются на работе с „низкими“ духами, которых можно назвать „дьяволами“ или exus», который практиковался в районе Рио-де-Жанейро (большая часть специальной литературы по этой теме идентифицирует этот город как «дом Макумбы», при этом некоторые практикующие афробразильские традиции в Рио называют свои практики Макумбой).
Термин Макумба иногда также используется как разговорный термин для всех афробразильских религий. При этом, как отметила Стафания Капоне, макумба использовалась почти так же, как термин калунду, который использовался в XVIII веке для описания афро-бразильских традиций. В 1990-х годах антрополог Роберт А. Вокс отмечал, что те, кто крайне негативно относился к Кандомбле, по-прежнему считали его «пропитанным поклонением дьяволу и макумбой».

## История
Работорговля в Атлантике в 16-19 веках привела в Бразилию миллионы жителей Западной и Центральной Африки и там продолжали практиковаться традиционные религии Западной и Центральной Африки, часто синкретизируясь друг с другом, а также с влиянием коренных американцев и Европы. Среди появившихся афро-бразильских религиозных традиций были кандомбле, умбанда и кимбанда. В XIX веке термин Макумба использовался в общем отношении ко всем этим религиям.
Бразильская макумба обозначает все религиозные практики банту, в основном в бразильском штате Баия в XIX веке. Позже (в 20 веке) эти практики были организованы в то, что сейчас называется Умбанда, Кимбанда и Омолоко (Omoloko). Макумба стала распространена в некоторых частях Бразилии, Уругвая, Парагвая и Аргентины.
К концу XX века термин макумба часто использовался для обозначения тех религиозных традиций, основное внимание которых уделялось борьбе с «низкими» духами, которых иногда называли изгнанниками или дьяволами. Эти практики отличались от кандомбле и умбанды, которые были сосредоточены на взаимодействии с духами ориша.
Слово макумба используется в Бразилии, Парагвае, Аргентине и Уругвае для обозначения любого ритуала или религии афроамериканского происхождения, и хотя его использование посторонними обычно носит уничижительный характер (имеется в виду все виды религии, суеверия и ритуалы, связанные с удачей) и считается оскорбительным, среди его практикующих это не воспринимается негативно.